# Memória de longo prazo
Memória de longo prazo é a memória que dura por poucos dias até tão longo como décadas. Difere estrutural e funcionalmente da memória de trabalho ou memória de curto prazo, que ostensivamente acomoda itens por cerca de 20 segundos.